# Rudka (powiat ostrowiecki)
Rudka – wieś w Polsce, położona w województwie świętokrzyskim, w powiecie ostrowieckim, w gminie Kunów.
| SIMC    | Nazwa         | Rodzaj    |
| ------- | ------------- | --------- |
| 0247440 | Nowa Wieś     | część wsi |
| 0247456 | Rudka-Kolonia | część wsi |
| 0247462 | Stara Rudka   | część wsi |

W latach 1975–1998 miejscowość położona była w województwie kieleckim.